# Norops trachyderma
Norops trachyderma är en ödleart som beskrevs av  Cope 1876. Norops trachyderma ingår i släktet Norops och familjen Polychrotidae. Inga underarter finns listade i Catalogue of Life.